# Juglar (champagne)
La maison Juglar est une maison de champagne disparue, basée à Châlons-en-Champagne, qui a été absorbée en 1832 par Jacquesson & Fils. 

## Histoire

### Maison Juglar
L'histoire de la maison Juglar est étroitement liée à celle de la maison Jacquesson. En 1798, Claude et Memmie Jacquesson fondent à Châlons-en-Champagne une société de négoces en vins de Champagne. En 1804, Memmie Jacquesson s'associe avec son cousin François Félix Juglar pour qu'il l'aide à développer l'entreprise dont le succès ne faisait que croître. Une partie de la production portait alors le nom de cet associé : F.F. Juglar.
En 1810, Napoléon Ier visite les caves de la maison et remet une médaille d'or à Félix Juglar ainsi qu'aux Jacquesson, pour la beauté et la richesse des caves de la maison. 
Memmie Jacquesson rachète à son associé la totalité de l'entreprise, en 1832. 
La maison Jacquesson perd toutes ses archives en 1917 lors de bombardements sur Châlon-sur-Marne. 

### Repêche et relance
En juillet 2010, 168 bouteilles de champagne vieilles de deux cent ans sont retrouvées dans la Baltique. Sur les dix premières bouteilles ouvertes, six sont de la maison Juglar (et trois Veuve Cliquot). Au total, 98 bouteilles de Juglar sont remontées à la surface. Un tiers des bouteilles est jugé toujours consommable. Une bouteille est mise aux enchères par le gouvernement d'Åland, la faisant entrer dans le record des plus vieilles bouteilles de champagne jamais vendues aux enchères. Elle est adjugée pour 24,000 euros. 
Dominique Demarville, chef de cave de Veuve Clicquot, décrit la dégustation de la première bouteille ouverte et identifiée comme un Juglar : « Cela rappelle un vieux champagne très dosé, comme on les élaborait autrefois pour le marché russe, avec des arômes de cuir, de musc, de noisette et un côté sucré ». 
À la suite de cette découverte, certains opportunistes déposent la marque Juglar pour rebondir sur le regain d'intérêt pour la marque, puis la maison Jacquesson annonce la production d'une cuvée Juglar élaborée avec les bouteilles trouvées en mer. 